# 福田宏
福田 宏（ふくだ ひろし、1978年2月13日 - ）は、日本の漫画家。栃木県出身。水瓶座。O型。

## 来歴
1978年2月13日、栃木県にて出生。工業高校を卒業後、工場に就職するものの、半年でストレスによる「十二指腸穿孔」を発症し、退職。これにより自身が集団行動に向いていないと悟り、一人で出来る仕事として思いついたのが小説家か漫画家の2つで、この時点では小説をほとんど読んだことなかったため、自ずと漫画家の道を歩むこととなった。
19歳頃、栃木から上京し、アシスタントを募集していた谷間夢路の元で漫画の基本的なことを学び、拙いながらも完成させた漫画をいろいろな雑誌へ持ち込む。酷評ばかりの中、週刊少年サンデーの編集部に持ち込んだ際に漫画を気に入られ、少年サンデーで頑張っていくことを決意する。3年ほどかかって、2002年に『週刊少年サンデー』（小学館）の月例新人賞まんがカレッジで佳作を受賞。週刊誌の現場を肌で感じてみないかという担当の提案により『ガンバ!Fly high』の菊田洋之の元で1週間だけアシスタントをする。この時に自分の技術力が足りないことを痛感し、週刊連載作家のアシスタントに行って学ぶことを決意。アシスタント先として1番好きなマンガであった『YAIBA』の青山剛昌のもとを内心では希望していたものの、もう一人のあこがれの人である『うしおととら』の藤田和日郎のアシスタントの紹介があり、師事することとなった。ここでは『からくりサーカス』の5代目チーフアシスタントを務めた。2009年、『週刊少年サンデー超』（小学館）にて『ムシブギョー』で連載デビューし、約1年間の連載を行う。これが好評であったため、2011年には『週刊少年サンデー』にて物語を一からリセットしてタイトルを改めた『常住戦陣!!ムシブギョー』として連載を開始。2013年には『ムシブギョー』というタイトルでアニメ化される。2017年に完結した。同年、『モーニング』に『山神さんのいるところ』を掲載。2018年、『週刊少年サンデー』にて『5分後の世界』を連載開始。2022年、『ヤングアニマル』にて『ロックは淑女の嗜みでして』を連載開始。

## 人物
- 好きな漫画家は、青山剛昌と藤田和日郎。[要出典]
- 好きな漫画は、『YAIBA』と『うしおととら』[13][5]。
- 小さいころからずっと少年サンデー派で、『常住戦陣!! ムシブギョー』の連載が決まった時は、『あの週刊少年サンデーで連載させていただけるなんて、まるで夢のようです』と語っている[7]。また、読者からの『漫画家を目指したきっかけを教えてください。』という質問に対して、『この世界に「YAIBA」、「うしおととら」、そして「週刊少年サンデー」があったから』と答えている[14]。
- 藤田和日郎に師事しているが、一番好きな漫画は『YAIBA』であり青山剛昌のアシスタントになりたかったということを藤田に伝え困惑させたというエピソードがある[3][4]。

## 作品リスト

### 連載
- ムシブギョー（『週刊少年サンデー超』2009年9月号 - 2010年10月号）
- 常住戦陣!!ムシブギョー（『週刊少年サンデー』2011年6号 - 2017年43号）
- 5分後の世界（『週刊少年サンデー』2018年22・23合併号 - 2019年41号）
- ロックは淑女の嗜みでして（『ヤングアニマル』2022年No.21[12] - 連載中）

### 読み切り
- グレートスマイル（『少年サンデー特別増刊R』2002年4月15日号）
- 古鉄の武芸帖（『少年サンデー特別増刊R』2003年11月9日号）
- ネームレス（『週刊少年サンデー超』2005年7月25日号）
- STONE DIARY（『週刊少年サンデー超』2007年11月25日号）
- 闇夜の絵師 〜19世紀 花の都〜（『週刊少年サンデー』2008年42号）
- 八月、海へ!!!（『週刊少年サンデー』2013年6号）
- 山神さんのいるところ（『モーニング』2017年43号）

### 書籍
- 『ムシブギョー』、小学館〈少年サンデーコミックス〉2010年 - 2011年、全3巻
- 『常住戦陣!!ムシブギョー』、小学館〈少年サンデーコミックス〉2011年 - 2017年、全32巻
- 『5分後の世界』、小学館〈少年サンデーコミックス〉2018年 - 2019年、全7巻
  1. 2018年9月18日発売[15]、ISBN 978-4-09-128399-3
  2. 2018年11月16日発売[16]、ISBN 978-4-09-128575-1
  3. 2019年1月18日発売[17]、ISBN 978-4-09-128779-3
  4. 2019年4月18日発売[18]、ISBN 978-4-09-129136-3
  5. 2019年7月18日発売[19]、ISBN 978-4-09-129300-8
  6. 2019年10月18日発売[20]、ISBN 978-4-09-129432-6
  7. 2019年11月18日発売[21]、ISBN 978-4-09-129438-8
- 『ロックは淑女の嗜みでして』、白泉社〈ヤングアニマルコミックス〉2023年 - 、既刊7巻（2025年3月28日現在）

## 関連人物
- 藤田和日郎 - 師匠[22]、アシスタント先[5]
- 谷間夢路 - アシスタント先[5]
- 菊田洋之 - アシスタント先[5]
- ねこぐち - 弟子、元アシスタント[22]